# Odlewnia dzwonów Karol Schwabe

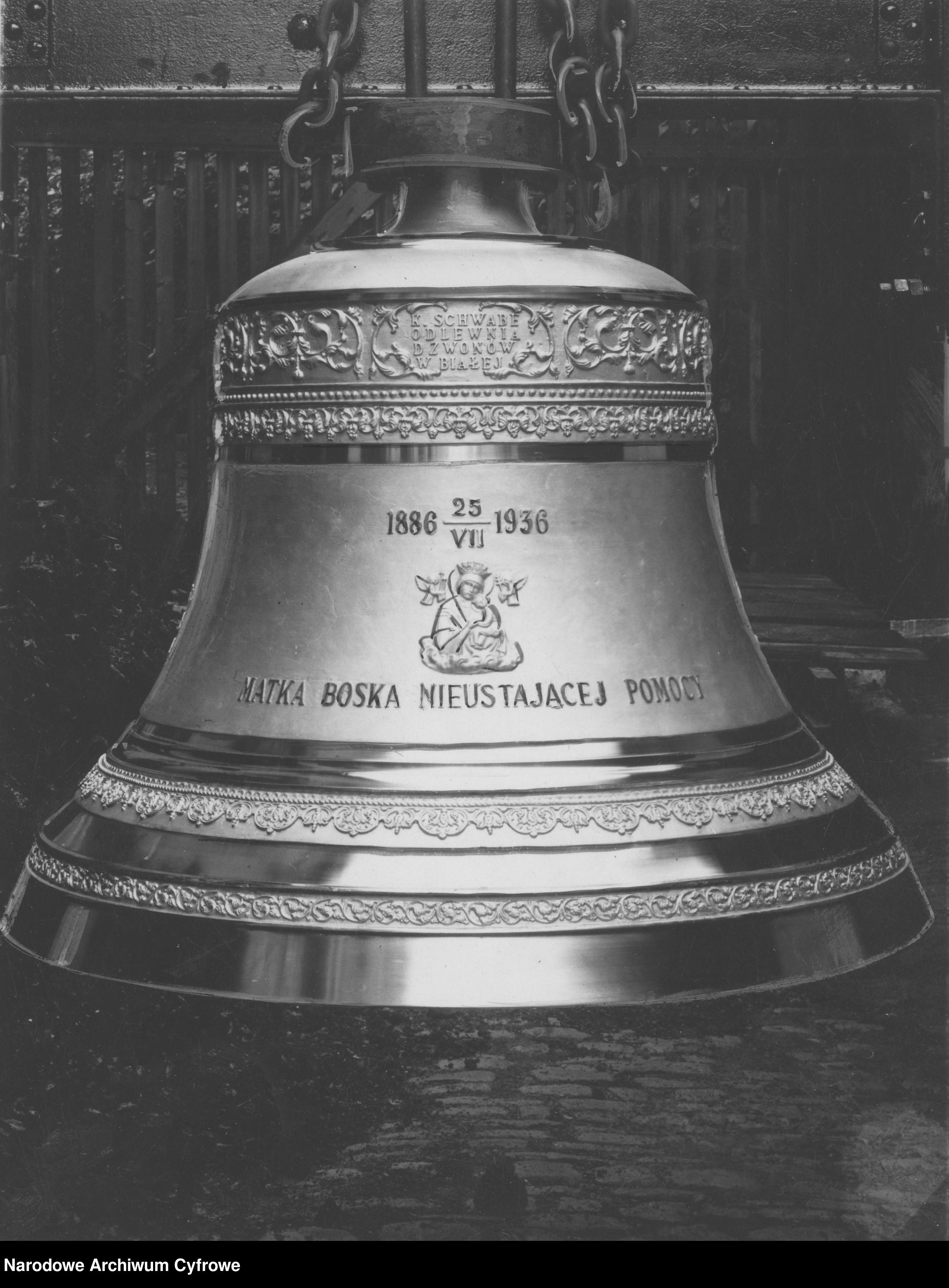
Dzwon o wadze 1900kg wyprodukowany w 1936 dla kościoła Matki Boskiej Ostrobramskiej we Lwowie

Odlewnia Dzwonów Karol Schwabe – odlewnia dzwonów (pracownia ludwisarska) w Białej woj. krakowskie istniejąca w latach 1846-1945. Odlewnia w okresie międzywojennym była jedną z najbardziej znanych w Polsce pracowni ludwisarskich.

## Historia
Założycielem odlewni był Karl Traugott Schwabe, urodzony w 1819 roku w Chemnitz, syn Leberechta Schwabego, właściciela fabryki tkanin bawełnianych w Chemnitz.
Karl Treugott Schwabe, z zawodu ludwisarz-odlewnik z kilkuletnią praktyką w odlewaniu metali, w 1846 roku założył odlewnię dzwonów oraz innych wyrobów metalowych w Białej. Zmarł w 1871 roku, a zakład przejął jego najstarszy syn, Karl Gustav Schwabe, urodzony w 1850 roku w Białej. Odlewnia, oprócz dzwonów kościelnych, produkowała także świeczniki i inne wyroby metalowe. Z powodu rekwiracji dzwonów z kościołów na potrzeby wojenne w czasie I wojny światowej, po wojnie nastąpił rozwój firmy dzięki dużej liczbie zamówień kościelnych. Przedsiębiorstwo dostarczało także dzwony do zegarów wieżowych produkowanych przez Pierwszą Krajową Fabrykę Zegarów Wieżowych Michała Mięsowicza w Krośnie oraz produkowała klosze zegarowe i lichtarze z brązu lub mosiężne do celów liturgicznych.
Karol Gustaw Schwabe zmarł 31 grudnia 1931 roku, Jego spadkobiercami zostali dwaj synowie Karl Treugott i Oskar Georg. Firma przyjęła wówczas nazwę „Pierwsza Krajowa Odlewnia Dzwonów i Metali Karol Schwabe i S-ka”.
W Polsce w latach 1918–1939 odlewnia pod względem liczby wyprodukowanych dzwonów była na drugim miejscu po Odlewni dzwonów Jana Felczyńskiego. Dzwony firmy Schwabe otrzymały prestiżowe nagrody: na Wystawie Krajowej Rolniczo Przemysłowej we Lwowie Karol Szwabe za wykonany dzwon kościelny otrzymał Medal Zasługi (1877), złote medale: w Gnieźnie (1925), Rzymie (1926), Częstochowie (1926), Wilnie (1928), Powszechnej Wystawie Krajowej w Poznaniu (1929), Wilno (1930), Kaliszu (1931) i Radomiu (1932). Firma uczestniczyła w Targach Poznańskich w 1936 na swoim stoisku wystawiła: dzwony kościelne, świeczniki oraz dzwonki elektryczne. Większość wytworzonych dzwonów sprzedawano w Polsce, jednak były zamówienia realizowane także do Niemiec, Austrii, Czechosłowacji a także do USA. W 1941 na zarządzenie władz Generalnego Gubernatorstwa odlewnia przetapiała zarekwirowane dzwony kościelne na sztaby na potrzeby wojenne III Rzeszy. Z powodu braku zamówień na dzwony wytwarzała niemieckie odznaki wojskowe, a 1944 zakład został zamknięty. Firma jako spółka działała jeszcze po zakończeniu II wojny światowej, jednak po zatwierdzeniu ustawy Krajowej Rady Narodowej w 1946 roku została ona znacjonalizowana. Współwłaściciel firmy Oskar Schwabe oraz jego rodzina zostali uznani przez NKWD za wrogów władzy ludowej, w 1945 roku zostali aresztowani. Oskar został osadzony w obozie pracy w Mysłowicach, gdzie w kwietniu zmarł, żonę umieszczono w obozie pracy w Oświęcimiu, a córkę zesłano do łagrów w głębi ZSRR.

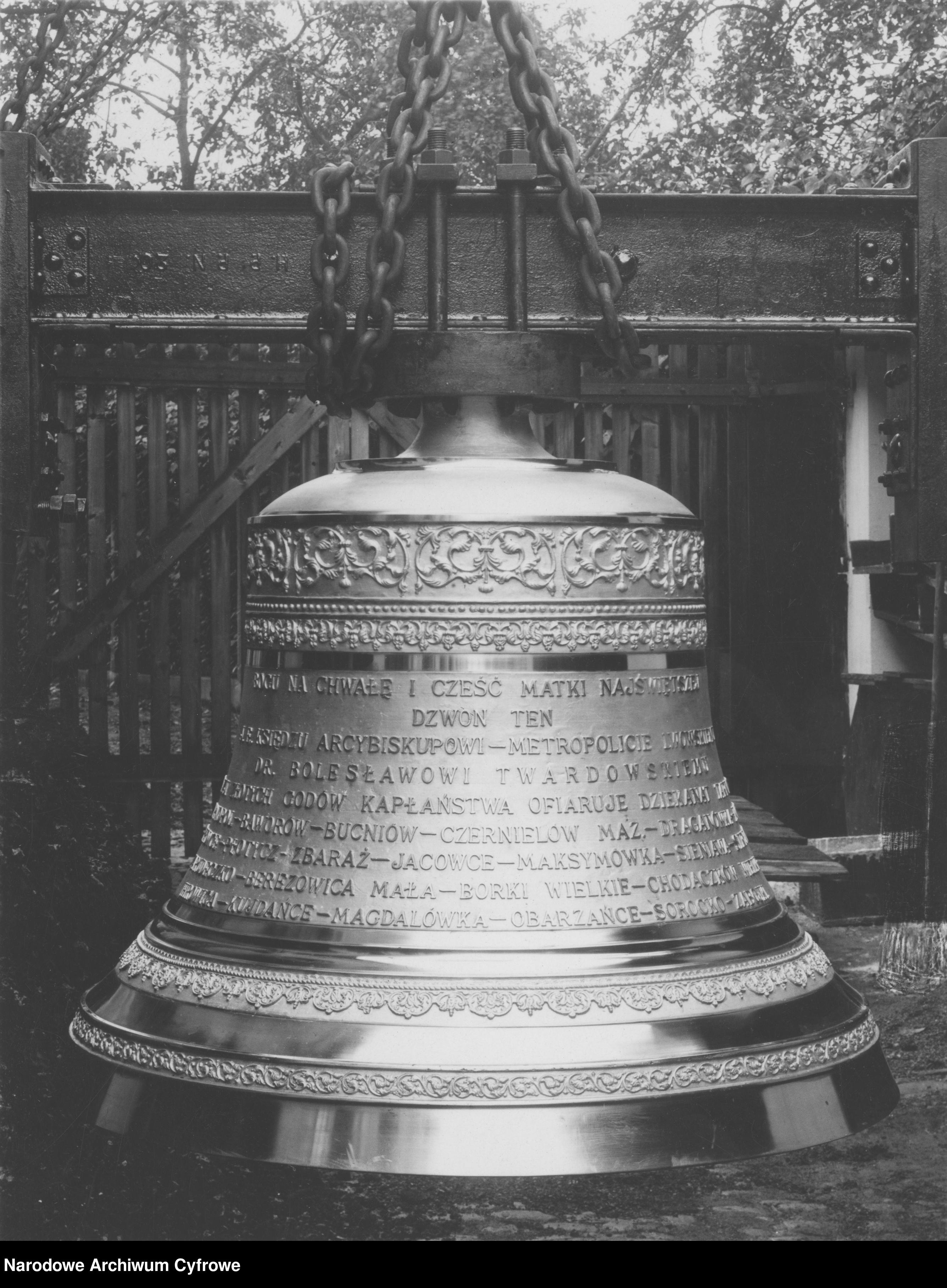
Dzwon „Bolesław" odlany na cześć biskupa Bolesława Twardowskiego

## Dzwony
Firma produkowała oprócz dzwonów kościelnych także dzwony sygnaturkowe oraz mniejsze dzwony: szkolne, ręczne, harmonijne dzwonki zakrystyjne, ołtarzowe, dzwony do zegarów. Największe dzwony odlane przez tę odlewnię: 
- „Król królów i Pan panujących” o wadze 3500kg i tonacji b/0 dla Kościół św. Marii Magdaleny w Cieszynie (1938 r.); ,,Christus Rex" o wadze 3345kg i tonacji a/0 dla Katedra św. Mikołaja w Bielsku-Białej (1937 r.)[3],
- „Bolesław” o wadze 3100 kg, dzwon dostarczony w 1936 do Kościoła pw. Matki Bożej Ostrobramskiej we Lwowie[4] oraz dzwon o masie 2500 kg wykonany na zamówienie do kościoła św. Katarzyny Aleksandryjskiej w Grybowie[5].